# Corée du Nord aux Jeux olympiques d'hiver de 1998
La Corée du Nord participe aux Jeux olympiques d'hiver de 1998, organisés à Nagano au Japon. Ce pays prend part à ses sixièmes Jeux olympiques d'hiver. Huit athlètes nord-coréens, deux hommes et six femmes, prennent part à la manifestation. Ils ne remportent pas de médaille.

## Athlètes engagés

### Patinage de vitesse

#### Femme
| Épreuve | Athlète      | Manche 1 | Manche 1 | Manche 2 | Manche 2 | Total         | Total |
| Épreuve | Athlète      | Temps    | Rang     | Temps    | Rang     | Temps         | Rang  |
| ------- | ------------ | -------- | -------- | -------- | -------- | ------------- | ----- |
| 500 m   | Kim Jong-hui | 42 s 17  | 35       | 41 s 57  | 36       | 83 s 74       | 35    |
| 1 000 m | Kin Jong-hui |          |          |          |          | 1 min 23 s 88 | 37    |
| 1 000 m | Kim Ok-hui   |          |          |          |          | 1 min 23 s 37 | 36    |

### Patinage de vitesse sur piste courte

#### Hommes
| Athlète      | Épreuve | Premier tour   | Premier tour | Quarts de finale  | Quarts de finale  | Demi-finales      | Demi-finales      | Finales           | Finales           |
| Athlète      | Épreuve | Temps          | Rang         | Temps             | Rang              | Temps             | Rang              | Rang final        |                   |
| ------------ | ------- | -------------- | ------------ | ----------------- | ----------------- | ----------------- | ----------------- | ----------------- | ----------------- |
| Han Sang-guk | 500 m   | 44 s 206       | 4            | N'a pas participé | N'a pas participé | N'a pas participé | N'a pas participé | N'a pas participé | N'a pas participé |
| Yun Chol     | 500 m   | 45 s 014       | 4            | N'a pas participé | N'a pas participé | N'a pas participé | N'a pas participé | N'a pas participé | N'a pas participé |
| Yun Chol     | 1 000 m | 1 min 33 s 133 | 4            | N'a pas participé | N'a pas participé | N'a pas participé | N'a pas participé | N'a pas participé | N'a pas participé |
| Han Sang-guk | 1 000 m | 1 min 34 s 220 | 3            | N'a pas participé | N'a pas participé | N'a pas participé | N'a pas participé | N'a pas participé | N'a pas participé |

#### Femmes
| Athlète                                             | Épreuve        | Premier tour    | Premier tour | Quarts de finale  | Quarts de finale  | Demi-finales      | Demi-finales      | Finales           | Finales           |
| Athlète                                             | Épreuve        | Temps           | Rang         | Temps             | Rang              | Temps             | Rang              | Temps             | Rang final        |
| --------------------------------------------------- | -------------- | --------------- | ------------ | ----------------- | ----------------- | ----------------- | ----------------- | ----------------- | ----------------- |
| Jong Ok-myong                                       | 500 m          | 46 s 835        | 2 Q          | Disqualifiée      | –                 | N'a pas participé | N'a pas participé | N'a pas participé | N'a pas participé |
| Han Ryon-hui                                        | 500 m          | N'a pas terminé | –            | N'a pas participé | N'a pas participé | N'a pas participé | N'a pas participé | N'a pas participé | N'a pas participé |
| Hwang Ok-sil                                        | 500 m          | 46 s 987        | 3            | N'a pas participé | N'a pas participé | N'a pas participé | N'a pas participé | N'a pas participé | N'a pas participé |
| Han Ryon-hui                                        | 1 000 m        | 1 min 34 s 493  | 2 Q          | 1 min 34 s 405    | 4                 | N'a pas participé | N'a pas participé | N'a pas participé | N'a pas participé |
| Jong Ok-myong                                       | 1 000 m        | Disqualifiée    | –            | N'a pas participé | N'a pas participé | N'a pas participé | N'a pas participé | N'a pas participé | N'a pas participé |
| Ho Jong-hae                                         | 1 000 m        | 1 min 44 s 256  | 2 Q          | 1 min 38 s 546    | 4                 | N'a pas participé | N'a pas participé | N'a pas participé | N'a pas participé |
| Jong Ok-myong Ho Jong-hae Hwang Ok-sil Han Ryon-hui | Relais 3 000 m |                 |              |                   |                   | 4 min 25 s 126    | 3 QB              | 4 min 27 s 030    | 7                 |